# Sihambeng
Sihambeng is een bestuurslaag in het regentschap Padang Lawas Utara van de provincie Noord-Sumatra, Indonesië. Sihambeng telt 652 inwoners (volkstelling 2010).